# جون ريان (سياسي)
جون ريان (بالإنجليزية: John Ryan)‏ هو سياسي أسترالي، ولد في 24 أبريل 1911، وتوفي في 12 سبتمبر 1988. حزبياً، نشط في حزب العمال الأسترالي (فرع جنوب أستراليا) ‏. وقد انتخب Speaker of the South Australian House of Assembly ‏ (19 يونيو 1973 – 11 يوليو 1975) وانتخب عضو مجلس النواب جنوب أستراليا من الجمعية عن دائرة Electoral district of Price ‏ وقد انضم خلال فترته النيابية (30 مايو 1970 – 11 يوليو 1975) للكتلة البرلمانية حزب العمال الأسترالي (فرع جنوب أستراليا) ‏ وانتخب عضو مجلس النواب جنوب أستراليا من الجمعية عن دائرة Electoral district of Port Adelaide ‏ وقد انضم خلال فترته النيابية (7 مارس 1959 – 29 مايو 1970) للكتلة البرلمانية حزب العمال الأسترالي (فرع جنوب أستراليا) ‏.